# Xhemil Dino
Xhemil Dino, född 1894 i Preveza i Grekland, död den 2 juli 1972 i Madrid i Spanien, var en albansk diplomat som bland annat tjänstgjorde som Albaniens ambassadör i Italien (1925-1931), i Storbritannien (1932-1935) och även var sitt lands representant i Nationernas förbund (1925-1927). Han innehade kortvarigt också posten som utrikesminister i det Mussolini-styrda Albanien 1939. 

## Biografi
Xhemil Dino tillhörde den rika Dino-familjen som var stora jordägare i Tsamerien. Han fick studera i bland annat Konstantinopel och Rom. Omkring 1920 erhöll han en examen från universitetet i Rom. Under 1920-talet var Dino en kort tid förlovad med en syster till Ahmet Zogu. 1922 började Dino vid Albaniens utrikesdepartement och snart skickades han till legationen i Paris som förstesekreterare och tidvis chargé d'affaires. Han fick sluta när Fan Nolis regering tillträdde i Albanien. Han ägnade sig då åt politiken och var 1925 medlem av parlamentet för Dibra. Han lämnade snart sin plats på grund av nya diplomatuppdrag.
Dino var Albaniens envoyé i Bukarest, i Nationernas förbund mellan 1925 och 1927 samt i Rom mellan 1925 och 1931. Han utnämndes 1932 till Albaniens minister i Storbritannien 1932. En post han lämnade 1935 - enligt historikern Bernd Fischer på grund av att hans älskarinna sköt sig på legationens trappa på Pont Street i London. Xhemil Dino var sedan 1934 gift med Behije Vërlaci, som var dotter till Shefqet Vërlaci.
När Italien invaderade Albanien 1939 skickade Xhemil Dino gratulationstelegram till Italiens ledare Benito Mussoilini. Dino blev 12 april 1939 utrikesminister i den marionettregering som leddes av Dinos svärfar Shefqet Vërlaci. Då Albanien annekterades av Italien 25 maj upphörde regeringen och Dino blev formellt italiensk diplomat på ambassadörsnivå. Dock utan att få något uppdrag. Han utsågs 1941 till högkommissarie för Tsamerien enär italienarna hade tänkt att förena denna grekiska landsdel (tidigare albanska landsdel) med Albanien, men av det blev intet på grund av tyskt motstånd. Nazityskland ockuperade vid denna tid Grekland. Som kollaboratör med axelmakterna flydde Dino från Albanien före andra världskrigets slut. Han hamnade i landsflykt i Francos Spanien och avled där i Madrid den 2 juli 1972.

### Fotnoter
1. ↑  läs online, www.lonsea.de , läst: 9 oktober 2017.[källa från Wikidata]